# Жан Рено

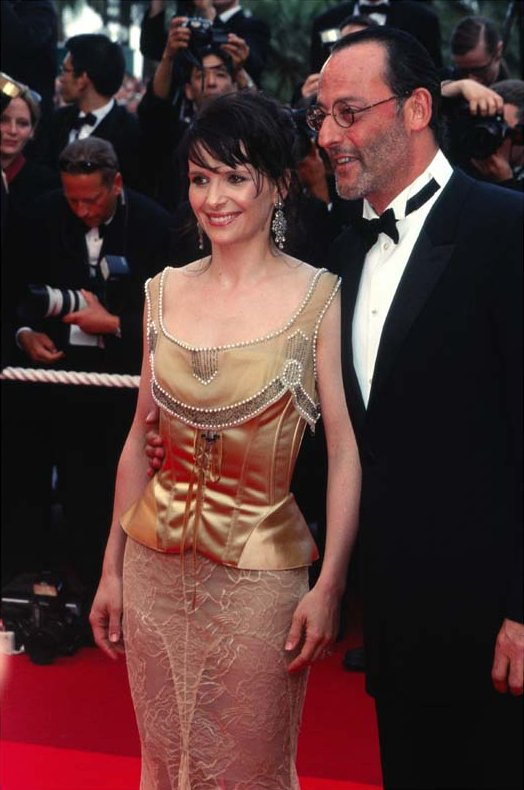
Жан Рено і Жульєт Бінош у Каннах (2002)

Хуа́н Море́но і Ерре́ра Хіме́нес, відомий як Жан Рено (фр. Jean Reno); нар. 30 липня 1948, Касабланка, Марокко) — французький актор іспанського походження.

## Біографія
Народився 30 липня 1948 року в м. Касабланка, Марокко. Його батьки переїхали до Марокко із Андалусії (Санлукар-де-Баррамеда та Херес-де-ла-Фронтера) в пошуках роботи та рятуючись від режиму генерала Франко. Батько був лінотипістом. Мати померла в ранньому віці. Є сестра Марія-Тереза. В 1960 році сім'я Морено повернулася до Європи і оселилася у Франції. 
Вже змалку Жан Рено мріяв про кар'єру актора, але перш ніж досягти мрії, йому довелося попрацювати продавцем у продовольчій крамниці та агентом в туристичному бюро. У кінематографі дебютував 1979 р. у стрічці Коста-Гавраса «Clair De Femmei». Ролі у фільмах Люка Бессона принесли йому міжнародне визнання і популярність.
Жан Рено був запрошений японською компанією розробки відеоігор Capcom зіграти одного з головних героїв на ім'я Жак Блан у третій частині серії Onimusha. Знаменитий актор на території Франції брав участь у сесіях motion capture для Onimusha 3: Demon Siege (2004). На ньому був чорний костюм із датчиками, що сильно облягав, і 12 камер, які стежили за кожним його кроком. «Я відчуваю себе немов голим, — говорив актор — і мені здається, що я риба, яка тільки що вистрибнула з води». Головний герой (Жак Блан) отримав обличчя та міміку Жана Рено, також актор озвучив французьку мову головного героя. Англійська мова героя була озвучена іншим актором через те, що у Жана Рено в той час був щільний графік.

### Особисте життя
Рено був тричі одружений. Від першої дружини має доньку Сандру (1978) і сина Мікаеля (1980).
Подружжя розлучилося, коли Рено почав роман з польською моделлю Наталею Дишкевич. Дишкевич народила від нього сина Тома (1996) і дочку Серену (1998). Другий шлюб розпався в 2001 році.
У липні 2006 року Жан одружився з британською моделлю і акторкою польського походження Софією Боруцькою (1971). Свідками на їхньому весіллі були Ніколя Саркозі і Джонні Голлідей.
У Рено три будинки: в Парижі, Лос-Анджелесі та Малайзії.
Він великий шанувальник Елвіса Преслі і навіть імітував його спів у фільмі «Годзілла». Також великий шанувальник футболу й офіційно вболіває за міланський «Інтер».

## Фільмографія

### Кіно
| Рік  |   | Українська назва                    | Оригінальна назва                           | Роль                      |
| ---- | - | ----------------------------------- | ------------------------------------------- | ------------------------- |
| 1979 | ф | Світло жінки                        | Clair de femme                              | епізод                    |
| 1980 | ф | Хочете вундеркінда?                 | Voulez-vous un bébé Nobel?                  | Берньє                    |
| 1981 | ф | Великі маневри                      | Les Bidasses aux grandes manœuvres          | лейтенант Заг             |
| 1981 | ф | Ми не ангели, але й вони також      | On n'est pas des anges… elles non plus      | епізод                    |
| 1982 | ф | Перехожа з Сан-Сусі                 | La Passante du Sans-Souci                   | агресивний чоловік        |
| 1983 | ф | Остання Битва                       | Le Dernier Combat                           | Скот                      |
| 1983 | ф | Верх благополуччя                   | Signes extérieurs de richesse               | Марк Летельє              |
| 1984 | ф | Наша історія                        | Notre histoire                              | сусід                     |
| 1985 | ф | Телефон завжди дзвонить двічі       | Le téléphone sonne toujours deux fois!!     | епізод                    |
| 1985 | ф | Підземка                            | Subway                                      | барабанщик                |
| 1985 | ф | Суто особиста справа                | Strictement personnel                       | детектив Вільшез          |
| 1986 | ф | Червона зона                        | Zone rouge                                  | охоронець Лечча           |
| 1986 | ф | Я люблю тебе                        | I Love You                                  | дантист                   |
| 1988 | ф | Блакитна безодня                    | The Big Blue                                | Енцо Молінарі             |
| 1990 | ф | Людина в золотій масці              | L'Homme au masque d'or                      | отець Вікторіо Гаетано    |
| 1990 | ф | Нікіта                              | Nikita                                      | Віктор                    |
| 1991 | ф | Лулу Графіті                        | Loulou Graffiti                             | Піко ля Лун               |
| 1991 | ф | Операція «Тушонка»                  | L'Opération Corned-Beef                     | Філіп Бульєр              |
| 1993 | ф | Прибульці                           | Les Visiteurs                               | Граф Годфруа Де Монмірай  |
| 1994 | ф | Леон                                | Léon                                        | Леон                      |
| 1995 | ф | Придурки                            | Les Truffes                                 | Патрік                    |
| 1995 | ф | Французький поцілунок               | French Kiss                                 | Інспектор Жан-Поль Кардон |
| 1995 | ф | За хмарами                          | Al di là delle nuvole                       | Карло                     |
| 1996 | ф | Місія нездійсненна                  | Mission: Impossible                         | Франц Крігер              |
| 1996 | ф | Ягуар                               | Le Jaguar                                   | Жан Кампана               |
| 1997 | ф | Місце на кладовищі                  | Roseanna's Grave                            | Марчелло                  |
| 1997 | ф | Чарівне кохання                     | Un amour de sorcière                        | Молок                     |
| 1997 | ф | Сестри Солей                        | Les Soeurs Soleil                           | глядач                    |
| 1998 | ф | Прибульці 2: Коридори часу          | Les Visiteurs II                            | Граф Годфруа Де Монмірай  |
| 1998 | ф | Годзілла                            | Godzilla                                    | Філіп Роше                |
| 1998 | ф | Ронін                               | Ronin                                       | Вінсент                   |
| 2000 | ф | Багряні ріки                        | Les Rivières pourpres                       | П'єр Ньєман               |
| 2001 | ф | Прибульці в Америці                 | Just Visiting                               | Граф Тібо де Мальфет      |
| 2001 | ф | Васабі                              | Wasabi                                      | Юбер Фіорентіно           |
| 2002 | ф | Історія кохання                     | Décalage Horaire                            | Фелікс                    |
| 2002 | ф | Роллербол                           | Rollerball                                  | Олексій Петрович          |
| 2003 | ф | Невезучі                            | Tais-toi!                                   | Рубі                      |
| 2004 | ф | Багряні ріки 2. Ангели апокаліпсису | Crimson Rivers II: Angels of the Apocalypse | П'єр Ньєман               |
| 2004 | ф | Готель «Руанда»                     | Hotel Rwanda                                | Mr. Tillens               |
| 2004 | ф | Корсиканець                         | L'Enquête Corse                             | Анже Леоні                |
| 2005 | ф | Імперія вовків                      | L'Empire des loups                          | Жан-Луї Шиффер            |
| 2005 | ф | Тигр і сніг                         | The Tiger and the Snow                      | Фуад                      |
| 2006 | ф | Рожева пантера                      | The Pink Panther                            | Жильбер Понтон            |
| 2006 | ф | Ескадрилья «Лафаєт»                 | Flyboys                                     | капітан Жорж Тіно         |
| 2006 | ф | Код да Вінчі                        | The Da Vinci Code                           | капітан Безу Фаш          |
| 2008 | ф | Відчайдушні шахраї                  | Ca$h                                        | Максім Дюпрі              |
| 2009 | ф | Рожева пантера 2                    | The Pink Panther 2                          | Жильбер Понтон            |
| 2009 | ф | Замкнене коло                       | Le Premier Cercle                           | Міло Малакян              |
| 2009 | ф | Тільки для закоханих                | Couples Retreat                             | Марсель                   |
| 2009 | ф | Інкасатор                           | Armored                                     | Квінн                     |
| 2010 | ф | Облава                              | The Round Up                                | доктор Давід Шейнбаун     |
| 2010 | ф | 22 кулі: Безсмертний                | The Immortal                                | Шарлі Матеї               |
| 2011 | ф | Маргарет                            | Margaret                                    | Рамон                     |
| 2011 | ф | Татусі без шкідливих звичок         | On ne choisit pas sa famille                | доктор Льюїс              |
| 2012 | ф | Шеф                                 | Comme un chef                               | шеф-кухар Александр       |
| 2012 | ф | Я, Алекс Кросс                      | Alex Cross                                  | Леон Мерсьє               |
| 2012 | ф | Команда мрії                        | Les Seigneurs                               | камео                     |
| 2014 | ф | Подорож Гектора у пошуках щастя     | Hector and the Search for Happiness         | наркобарон Діего Бареско  |
| 2014 | ф | Дні та ночі                         | Days and Nights                             | Луїс                      |
| 2014 | ф | Канікули в Провансі                 | Avis de mistral                             | дідусь Поль               |
| 2014 | ф | Червоне таксі                       | Benoît Brisefer: Les taxis rouges           | Польоні                   |
| 2015 | ф | Антиганг                            | Antigang                                    | Серж Бюрен                |
| 2015 | ф | Брати вітру                         | Brothers of the Wind                        | Дензер                    |
| 2016 | ф | Прибульці 3: Взяття Бастилії        | Les Visiteurs 3: La Terreur                 | Граф Годфруа Де Монмірай  |
| 2016 | ф | Останнє обличчя                     | The Last Face                               | доктор Лав                |
| 2016 | ф | Обітниця                            | The Promise                                 | адмірал Фурне             |
| 2017 | ф | Сімейне пограбування                | Mes trésors                                 | Патрік                    |
| 2017 | ф | Дівчина в тумані                    | La ragazza nella nebbia                     | Аугусто Флорес            |
| 2017 | ф | Авантюристи                         | The Adventurers                             | П'єр Бізетт               |
| 2019 | ф | Холодна кров                        | Cold Blood                                  | Генрі                     |
| 2019 | ф | Поліна і таємниця кіностудії        | Polina et le mystère d'un studio de cinéma  | екранна голограма         |
| 2019 | ф | 4 банки                             | 4L                                          | Жан-П'єр                  |
| 2020 | ф | В очікуванні Ані                    | Waiting for Anya                            | Генрі                     |
| 2020 | ф | П'ятеро однієї крові                | Da 5 Bloods                                 | Дерош                     |
| 2020 | ф | Місто шахраїв                       | Bronx                                       | Анж Леонетті              |
| 2020 | ф | Мала з характером                   | The Doorman                                 | Віктор Дюбуа              |
| 2020 | ф | Остання місія Пола В. Р.            | Le Dernier Voyage                           | Генрі В.Р.                |
| 2021 | ф | Обіцянки                            | Promises                                    | дідусь                    |
| 2023 | ф | Антиганг: Зміна                     | Antigang, la relève                         | майор Серж Бюрен          |
| 2024 | ф | Мій пінгвін                         | My Penguin Friend                           | Жоау                      |
| 2024 | ф | Відпустка не по-дитячому            | Maison de retraite 2                        | Лоренцо                   |
| 2024 | ф | Зліт                                | Lift                                        | Ларс Йоргенсен            |
| 2024 | ф | Вовкулаки                           | Loups-garous                                | Жільбер Вассьє/Мисливець  |

### Короткометражні фільми
| Рік  |    | Українська назва | Оригінальна назва | Роль   |
| ---- | -- | ---------------- | ----------------- | ------ |
| 1993 | кф | Гвинт            | La Vis            |        |
| 1993 | кф | Параноя          | Paranoïa          | епізод |

### Телефільми
| Рік  |    | Українська назва     | Оригінальна назва   | Роль         |
| ---- | -- | -------------------- | ------------------- | ------------ |
| 1993 | тф | Втеча від правосуддя | Flight from Justice | Charlie Bert |

### Телесеріали
| Рік  |   | Українська назва                 | Оригінальна назва                          | Роль                  |
| ---- | - | -------------------------------- | ------------------------------------------ | --------------------- |
| 2013 | с | Джо                              | Jo                                         | детектив Джо Сен-Клер |
| 2020 | с | Десять відсотків                 | Dix pour cent                              |                       |
| 2022 | с | Все те, що ми ніколи не говорили | Toutes ces choses qu'on ne s'est pas dites | Мішель Сорель         |
| 2023 | с | Особиста справа                  | Un asunto privado                          | Ектор                 |
| 2023 | с | Міцний Гарт                      | Die Hart: The Movie                        | Клод Ван Де Вельде    |

### Мультфільми
| Рік  |    | Українська назва | Оригінальна назва | Роль            |
| ---- | -- | ---------------- | ----------------- | --------------- |
| 1992 | мф | Порко Россо      | Porco Rosso       | голос           |
| 2006 | мф | Змивайся!        | Flushed Away      | Le Frog / голос |

### Відеоігри
- 2004 — Onimusha 3: Demon Siege — Jacques Blanc

## Нагороди
- 13 липня 1999 року — кавалер ордену Почесного легіону[1].
- 14 травня 2003 року — офіцер Національного ордену «За заслу́ги»[2][3].
- 23 листопада 2007 року — офіцер ордену Мистецтв та літератури[4].
- 11 липня 2008 року — офіцер ордену Почесного легіону[5]